# سيرجيو موجا
سيرجيو موجا (بالرومانية: Sergiu Moga)‏ هو لاعب كرة قدم روماني في مركز الدفاع، ولد في 7 يناير 1992 في أوراديا في رومانيا. شارك مع منتخب رومانيا تحت 19 سنة لكرة القدم. أما مع النوادي، فقد لعب مع نادي بودابست هونفيد ونادي فولنتاري ونادي فيتورول كونستانتا.

## وصلات خارجية
- سيرجيو موجا على موقع قاعدة بيانات كرة القدم.إي يو (الإنجليزية)
- سيرجيو موجا على موقع Soccerway.com (الإنجليزية)